# TOKKO 特公
《麻辣特公組》，是藤澤亨的日本漫畫作品，於講談社《月刊Afternoon》連載。東立出版社在單行本出版前，曾以特刊的方式發行六冊；在第六冊的最後，東立說明，不再出特刊，改以單行本的方式發行。2006年4月至7月播放全13集電視動畫。

## 故事
在町田突然出現的蟲洞中鑽出的怪物Phantom，在該區殘殺當地居民。作為那個事件倖存者的申道蘭丸，為了討伐被殺了的父母的仇敵，成為警官，從而知道特殊公安部（特公）的存在……。

## 登場人物
申道蘭丸（しんどう　らんまる）
声‐鈴村健一
六条さくら（ろくじょう　さくら）
声-折笠富美子
鈴鹿紅葉（すずか　くれは）
声-植田佳奈
伊吹涼子（いぶき　りょうこ）
声‐夏樹リオ
犬飼武流（いぬかい　たける）
声‐赤城進
申道沙也（しんどう　さや）
声‐神田朱未
花園一郎（はなぞの　いちろう）
声‐武藤正史
國樹田薫（くにきだ　かおる）
声‐高木渉
村正将吾（ぬらまさ　しょうご）
声‐土田大
荒羅木一斗（あららぎ　いっと）
声‐松林大樹
荒羅木繭（あららぎ　まゆ）
声‐河原木志穂
白石雪乃（しらいし　ゆきの）
声‐遠藤綾
六条大樹（ろくじょう　ひろき）
声‐下野紘

## 用語
共生者（共生者）

Phantom（ファントム）

餓鬼

蟲

## 出版書籍
| 冊數 | 講談社        | 講談社                 | 東立出版社     | 東立出版社         |
| 冊數 | 發售日期      | ISBN                   | 發售日期       | ISBN               |
| ---- | ------------- | ---------------------- | -------------- | ------------------ |
| 1    | 2004年2月6日  | ISBN 978-4-06-314338-6 | 2004年8月21日  | ISBN 986-11-4959-7 |
| 2    | 2004年2月6日  | ISBN 978-4-06-314339-3 | 2004年11月23日 | ISBN 986-11-4960-0 |
| 3    | 2004年6月23日 | ISBN 978-4-06-314344-7 | 2004年12月13日 | ISBN 986-11-5627-5 |

| 冊數 | 東立出版社    | 東立出版社         |
| 冊數 | 發售日期      | ISBN               |
| ---- | ------------- | ------------------ |
| 1    | 2004年5月7日  | ISBN 986-11-4436-6 |
| 2    | 2004年6月5日  | ISBN 986-11-4437-4 |
| 3    | 2004年7月2日  | ISBN 986-11-4438-2 |
| 4    | 2004年8月5日  | ISBN 986-11-4439-0 |
| 5    | 2004年9月3日  | ISBN 986-11-5192-3 |
| 6    | 2004年10月1日 | ISBN 986-11-5193-1 |

| 副標題         | 講談社        | 講談社                 |
| 副標題         | 發售日期      | ISBN                   |
| -------------- | ------------- | ---------------------- |
| Devil’s Awaken | 2004年2月6日  | ISBN 978-4-06-334801-9 |
| Devil’s Awaken | 2004年2月6日  | ISBN 978-4-06-334837-8 |
| Phantom Hunter | 2004年6月23日 | ISBN 978-4-06-334875-0 |

## 電視動畫
從2006年4月15日到2006年7月29日期間起在WOWOW播放共13集電視動畫。

### 配音員
- 申道蘭丸：鈴村健一
- 六條櫻：折笠富美子
- 鈴鹿紅葉：植田佳奈
- 伊吹涼子：夏樹莉緒
- 犬飼武流：赤城進
- 申道沙也：神田朱未
- 花園一郎：武藤正史
- 國樹田薫：高木涉
- 村正将吾：土田大
- 荒羅木一斗：松林大樹
- 荒羅木繭：河原木志穂
- 白石雪乃：遠藤綾
- 六条大樹：下野紘

### 製作人員
- 原作：藤澤亨
- 監督：阿部雅司
- 系列構成/劇本：山田光洋
- 人物設定：渡邊浩二
- 道具設定：小川浩
- 首席动画导演：渡边浩二、滝川和男
- 美術監督：高橋麻穗
- 色彩設計：大西峰代
- 攝影監督：中島秀剛
- 編輯：櫻井崇
- 音樂：NO MILK
- 音響監督：高桑一
- 製作人：岩崎善浩、片桐大輔
- 動畫製作人：櫻井宏、松嵜義之
- 動畫製作：Group Tac、AIC Spirits
- 製作：「TOKKO 特公」製作委員會（松竹、Manga Entertainment、WOWOW、スリーライ）

### 主題曲
片頭曲：『Nothing』
作詞/作曲/編曲：南俊介　歌：dB
片尾曲：『Sherry』
作詞/作曲/編曲：南俊介　歌：dB

### 各話列表
| 話數 | 標題 | 分鏡              | 演出           | 作畫監督                |
| ---- | ---- | ----------------- | -------------- | ----------------------- |
| 1    |      | 阿部雅司          | はしもとなおと | 渡边浩二                |
| 2    |      | 山田徹            | 山田徹         | 澤田貴秋                |
| 3    |      | 藤森かずま        | 北山修二       | 青木真理子              |
| 4    |      | 西山明樹彦        | 西山明樹彦     | 中島美子                |
| 5    |      | 小林孝志 後信治   | 後信治         | 谷口繁則                |
| 6    |      | 阿部雅司          | 秋田谷典昭     | 西山忍                  |
| 7    |      | 阿部雅司          | はしもとなおと | 渡边浩二                |
| 8    |      | 山田徹            | 平井義通       | しまだひであき 澤田貴秋 |
| 9    |      | 藤森かずま        | 西村大樹       | 青木真理子              |
| 10   |      | 林宏樹            | 鈴木孝聰       | 中島美子 柳昇希         |
| 11   |      | 小林孝志 粟井重紀 | 粟井重紀       | 谷口繁則 山崎正和       |
| 12   |      | 永田正美          | 丸山由太       | 西山忍                  |
| 13   |      | 石平信司 阿部雅司 | 阿部雅司       | 渡边浩二                |

## 外部連結
- TOKKO 特公（WOWOW）（日語）
- 東立挑戰出版新型態 藤澤亨再掀麻辣旋風！（繁體中文）
- 麻辣特公組特刊精采劇情（页面存档备份，存于）（繁體中文）